# Kraichgauarchiv
Das Kraichgauarchiv war der Archivbau der Kraichgauer Ritterschaft an der Sülmerstraße 40 in Heilbronn. Das Gebäude wurde beim Luftangriff vom 4. Dezember 1944 zerstört. Nach dem Krieg wurde dort ein Geschäftshaus errichtet.

## Geschichte

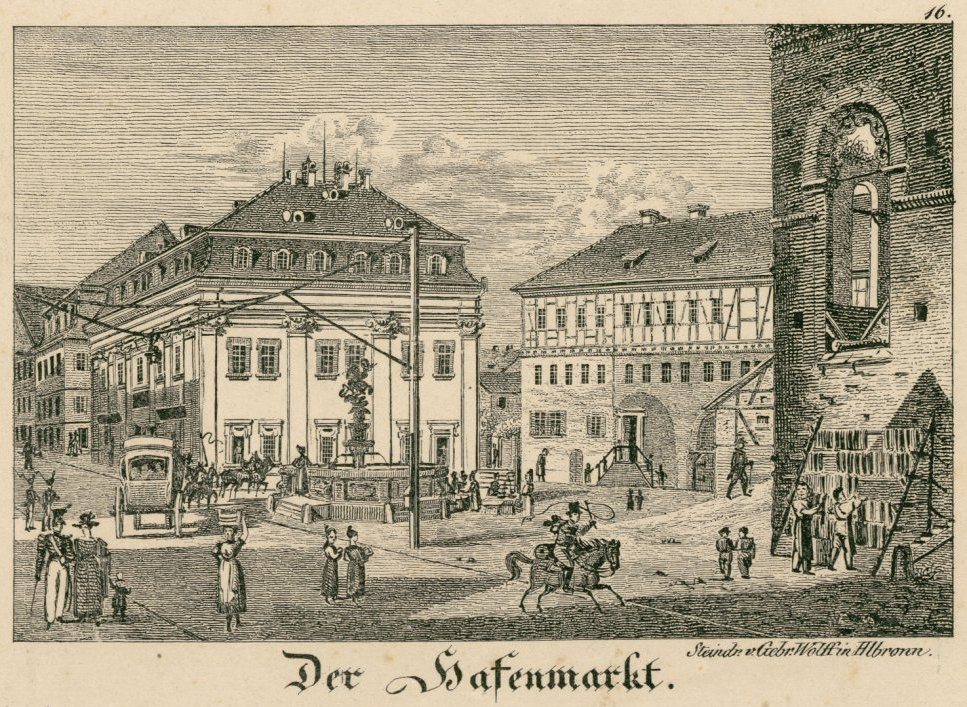
Der Hafenmarkt mit dem Kraichgauarchiv um 1830

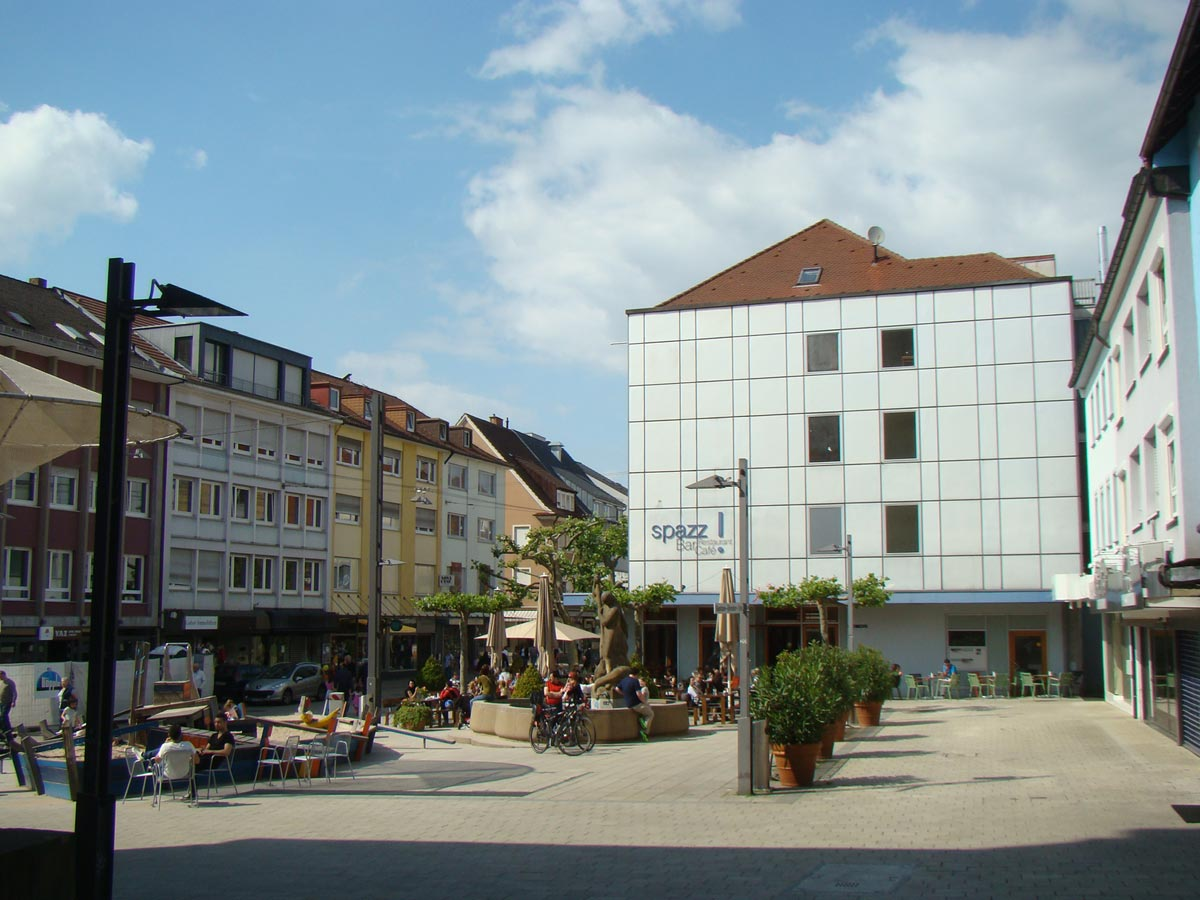
An der Stelle des Kraichgauarchivs befindet sich am Hafenmarkt heute ein Geschäftshaus

Der Ritterkanton Kraichgau erwarb im Jahre 1781 von Leutnant Bieder ein Haus in der Stadt Heilbronn, worin Archiv und Verwaltungsräume eingerichtet werden sollten. Da jedoch der Kauf ohne Einverständnis des Heilbronner Rats erfolgte, wurde der Erwerb rückgängig gemacht. Dem Ritterkanton wurde sogar angezeigt, „dass Magistratus dem Canton niemals ein eigenes Haus einräumen könne.“. Der Heilbronner Rat verhandelte daraufhin mit dem Kraichgauischen Direktorium und beschloss, am Heilbronner Hafenmarkt ein Haus für den Kanton zu erbauen und es auf 50 Jahre an diesen zu vermieten. Im Februar 1784 wurde dem Rat ein Kostenvoranschlag über den Bau des Hauses überreicht und im April Georg Heinrich von Roßkampff die Bauleitung übertragen.
Am 15. Mai 1784 erfolgte die Grundsteinlegung. In den Grundstein kam eine Platte aus Zinne in Quartform mit Inschrift, die Platte wurde in eine hölzerne Kapsel gelegt. Im Frühjahr 1788 war der Bau fertiggestellt. Die von Roßkampff erstellte Schlussabrechnung zeigte, dass die Gesamtbaukosten sich auf 13891 Gulden und 46 Kreutzer beliefen. Der Werkmeister Johann Christoph Keller erhielt für seine Maurer- und Steinhauerarbeit 6778 Gulden und 55 Kreutzer, während der Werkmeister Bernhard Theodor Hofacker für seine Zimmermannsarbeit 1737 Gulden und 6 Kreuzer bekam.
Zuerst mietete der Kanton der Kraichgauer Ritterschaft das Gebäude, um ein Archiv und eine Verwaltung zu erstellen. Von 1812 bis 1854 war dann in dem Haus die Heilbronner Poststation (bis 1851 Thurn-und-Taxis-Post) untergebracht. Später war das Dekanat (1863/1893) untergebracht. Danach war es ein städtisches Kanzleigebäude.
Beim Luftangriff vom 4. Dezember 1944 schwer beschädigt, wurde die Ruine bis zum 14. Dezember 1948 abgetragen. Das Gebäude war denkmalgeschützt und wurde am 9. Juni 1950 vom Landesamt für Denkmalpflege aus dem Verzeichnis der Baudenkmale gestrichen. Ein Kapitell mit „Zöpfen“ (Festons) wurde bei dem errichteten Neubau als Türbekrönung genutzt. Das Nachkriegsgebäude wurde lange von dem Bekleidungsgeschäft Zimmermann genutzt, inzwischen ist dort ein Gastronomiebetrieb untergebracht.

## Architektur

### Außenarchitektur
Ursprünglich befand sich an seiner Stelle das 1450 erwähnte 7 × 7 m große Roßmühlgebäude aus Fachwerk, in dem sich von 1559 bis 1588 ein Pferdegöpel zur Wasserschöpfung befand. Nach dem Bau des benachbarten Hafenmarktbrunnens ging die Roßmühle ein und das Grundstück war längere Zeit unbebaut. Von 1784 bis 1788 entstand als Neubau an selber Stelle das Kraichgauarchivgebäude.

#### Grundform
Die Grundform war beinahe quadratisch, zweigeschossig und ganz aus Stein gebaut.

#### Pilaster
Die Fassaden nach der Sülmerstraße, Karlstraße und dem Hafenmarkt zeigten ionisierende Pilaster, die Kapitelle mit „Zöpfen“ (Festons) hatten. Sie ruhten auf „kräftig vorspringenden glatten Sandsteinsockeln“. Die Eckpilaster bestanden ganz aus Sandstein und waren „durchs Gebälk verkröpft“. Die übrigen Pilaster waren „vorgemauert und veputzt“, nur deren Basis und Kapitelle bestanden aus Sandstein. Die Pilaster stützten ein „kräftiges, gut profiliertes“ Gebälk.

#### Fenster
Die Westfassade an der Sülmerstraße war fünfachsig und besaß in „einem zwischen Pilastern liegenden verputzten Feld“ („Joch“) ein Fenster. Die anderen Fassaden gegen die Karlstraße und dem Hafenmarkt waren sechsachsig und besaßen in jedem Joch zwei Fenster. Die Fenster zeigten eine profilierte Steinumrahmung. Im Erdgeschoss waren die Fenster mit Gitter ausgestattet, während die Fenster im Obergeschoss Schlagläden hatten. Die Fenster des Mansarddaches zeigten Stichbogenverdachung und Schlagläden.

#### Portal
Das Portal befand sich in der Mittelachse der Westfassade (gegen die Sülmerstraße) und fand ihren oberen Abschluss in Höhe des Fenstersturzes. Es hatte dieselbe profilierte Steinumrahmung wie die Fenster und eine horizontale Verdachung. Das Portal zeigte auch „Zopfstilelemente“ als Bauschmuck.

### Innenarchitektur
Das Erdgeschoss des zweigeschossigen Hauses umfasste bis zur Zerstörung einen einzigen überwölbten Raum. In das geräumige Treppenhaus war eine dreiarmige, gegenläufige Treppe eingebaut. Diese bestand vom Erdgeschoss bis zum ersten Obergeschoss aus Sandstein; nach dem zweiten Obergeschoss aus Eichenholz. Auf der inneren Wange der Treppe zog sich bis zum oberen Podest ein aufwändig gearbeitetes schmiedeeisernes Geländer hin. Neben dem Treppenhaus befand sich ein Treppenvorplatz mit Türe zum Archivraum. Die Türe wurde von Dreiviertelsäulen in toskanischer Ordnung flankiert, die auf hohen Postamenten standen und ein Gebälk mit Triglyphenfries trugen.

## Kunstgeschichtliche Bedeutung
Helmut Schmolz beschreibt das Haus als frühklassizistischen Profanbau. Gossenberger meint, dass das Kraichgauarchiv mit „seiner ruhigen, klassischen Aussenarchitektur und seiner schönen Dachsilhouette einen äußerst monumentalen Eindruck“ mache.
Eine Abbildung wurde von Eberhard Gossenberger in seiner Arbeit Über die Heilbronner Profanbauten des 18. Jahrhunderts als Titelbild genutzt.